# Friedrich Apfelstedt
Heinrich Friedrich Theodor Apfelstedt (né le 20 novembre 1811 à Wiedermuth et mort le 12 janvier 1892 à Sondershausen) est professeur d'allemand, pasteur évangélique luthérien et historien local de la principauté de Schwarzbourg-Sondershausen.

## Biographie

### Enfance et éducation
Friedrich Apfelstedt est le fils du professeur Johann Friedrich Carl Apfelstedt et de sa femme Johanna Dorothea Marie (née Klee). De 1825 à 1827, il étudie à l'école de Greußen et de 1827 à 1832 au lycée de Mühlhausen. De Pâques 1832 à l'automne 1834, il étudie la théologie à Iéna. Il passe ses examens en 1835 et 1844 à Sondershausen.

### Parcours professionnel et travail
Tout d'abord, en 1835, Apfelstedt devient précepteur et enseignant dans une école privée d'Ebeleben. Au cours de l'année scolaire 1842/1843, il est employé comme professeur adjoint au lycée de Sondershausen ; l'année suivante, il entre à la Realschule qui en est issue. Il y est promu collaborateur en octobre 1845. À Pâques 1852, il publie dans le programme de son école un extrait d'un manuscrit d'histoire locale qu'il n'a pu continuer à écrire au cours des quatre dernières années.
En plus de l'école, de 1848 à 1851, il organise à l'automne une "école de formation continue" (une première forme d'école professionnelle), dont le développement est encouragé par le gouvernement de l'État.

Publication d'Apfelstedt dans lAlterthumsverein en 1886

De 1845 à 1848, il est également aumônier de la prison et catéchiste à Sainte-Croix (de) et assistant prédicateur à Sainte-Trinité (de) à Sondershausen et est ordonné diacre en février. Il est l'un des ecclésiastiques qui prononcent les sermons dans l'église du bourg (tous les dimanches) et dans l'église du château (plus espacés).
Ses activités à Sondershausen prennent fin en 1852 après avoir exprimé sa sympathie pour la princesse Mathilde lors des négociations pour le divorce princier avec d'autres citoyens de Sondershausen. Le prince le transfère au pastorat de Großfurra, où il est installé comme vicaire le 3 octobre 1852. Il y reste, en tant que comme pasteur à partir d'avril 1855, jusqu'à sa retraite demandée le 1er octobre 1880.
Malgré ces désaccords, Apfelstedt est nommé fin 1852 dans l'organe fondateur de l'Association d'étude de l'histoire et de l'antiquité allemande (de) et, le 28 mai 1853, il en devint formellement membre ordinaire ; il le reste jusqu'à la fin de sa vie. Pour l'Association et avec son soutien, il est surtout efficace par une série de publications fondamentales. Avec les cahiers de Heimathskunde 1854-1856, il poursuivit son travail antérieur de manière approfondie ; les travaux des années 1880 firent longtemps référence.
Après 1880, Apfelstedt retourne à Sondershausen. En juin 1882, il est nommé chef des archives de l'État. Il développe un nouvel ordre approprié pour les archives étendues, qui sont devenues une base solide pour ses successeurs.

### Famille
À Ebeleben, il se marie le 26 mars 1845 avec Dorothea Wilhelmine Caroline Hupe (née le 23 août 1819 à Ebeleben et morte le 26 juillet 1899 à Sondershausen), fille du marchand Johann Conrad Hupe d'Ebeleben et de sa femme Johanne Henriette Wilhelmine (née Ulm). Avec elle, il a sept enfants qui naissent à Sondershausen ou (après 1852) à Großfurra :
- Victor Wilhelm (1846–1847)
- Max Wilhelm (1847-1935), pasteur à Ebeleben et Greußen
- Paul Alexander (né en 1849)
- Helene Auguste Louise (1851–1884) mariée à Großfurra en 1871 avec Günther Christian Friedrich Preuss, professeur à Ebeleben
- Ernst Otto (1853-1937), pasteur à Rohnstedt et Dresde
- Marie Therese (née en 1856)
- Berthold Friedrich Hermann (1859-1882[16] ), philologue

## Publications
- Die Einführung der Reformation Luthers in den Schwarzburgischen Landen, mit Andeutungen christlicher Anfänge daselbst. Sondershausen 1841. Digitalisat.
- Ein Bruchstück der Heimathskunde Schwarzburgs. In der Einladungsschrift Zu den öffentlichen Prüfungen der Real-, der höheren Mädchen- und der Bürgerschule, welche den 25., 26., 27. und 31. März 1852 Statt finden werden, ladet ehrerbietigst ein der Director G. F. C. Hölzer. Sondershausen o. J., p. 2–21.
- Heimathskunde für die Bewohner des Fürstenthums Schwarzburg-Sondershausen. 3 Hefte. Sondershausen. Erstes Heft. (Geographie der Unterherrschaft (de).) 1854. Zweites Heft. (Geographie der Oberherrschaft (de).) 1856. Drittes Heft. (Geschichte des Fürstlich-Schwarzburgischen Hauses.) 1856.
- Notiz über das Wappen der Herren von Schlotheim. In Zeitschrift des Vereins für thüringische Geschichte und Alterthumskunde. 3. Band, 1859. S. 224f.
- Ergänzungen und Nachträge zu der Stammtafel des kevernburg-schwarzburgischen (de) Hauses als Supplement zum dritten Teile der Heimatskunde: „Geschichte des Fürstlich-Schwarzburgischen Hauses“. Sondershausen 1883. Digitalisat.
- Beschreibende Darstellung der älteren Bau- und Kunstdenkmäler des Fürstenthums Schwarzburg-Sondershausen. Unter den Auspicien der Fürstl. Staatsregierung herausgegeben vom Fürstl. Schwarzburg. Alterthumsverein. Erstes Heft: Die Unterherrschaft. Sondershausen 1886. Zweites Heft: Die Oberherrschaft. ebenda 1887. Digitalisat. (Neudrucke 1993,  (ISBN 3861620138) und 1991,  (ISBN 3861620073).)
- Das Haus Kevernburg-Schwarzburg von seinem Ursprunge bis auf unsere Zeit. Dargestellt in den Stammtafeln seiner Haupt- und Nebenlinien und mit biographischen Notizen über die wichtigsten Glieder derselben. Sondershausen 1890. Digitalisat. (Neudruck 1996,  (ISBN 3910132294).)